# ويليام برات
ويليام برات (2 يوليو 1895 في المملكة المتحدة - 27 مايو 1974 بليستر في المملكة المتحدة) (بالإنجليزية: William Pratt)‏ هو لاعب كريكت بريطاني وبريطاني (وحمل سابقاً جنسية المملكة المتحدة لبريطانيا العظمى وأيرلندا). لعب مع نادي مقاطعة ليسترشاير للكريكت ‏.

## وصلات خارجية
- ويليام برات على موقع إي آس بي آن كريك إنفو (الإنجليزية)